# Hartsfield–Jackson Atlanta International Airport

i7
i11
i13
Der Hartsfield–Jackson Atlanta International Airport (IATA-Code: ATL, ICAO-Code: KATL) ist der internationale Flughafen der Stadt Atlanta im US-Bundesstaat Georgia. Flughafenbetreiber ist das Department of Aviation of the City of Atlanta (Stadtverwaltung Atlanta). Mit 108,1 Millionen Fluggästen war er im Jahr 2024 der Flughafen mit dem weltweit größten Passagieraufkommen. Dies führte zusammen mit 645.834 Tonnen Fracht zu 796.224 Starts und Landungen auf fünf Start- und Landebahnen.
Die hohen Passagierzahlen ergeben sich daraus, dass Atlanta vorwiegend als Zwischenstopp für weitere Inlandsflüge genutzt wird. Als internationaler Flughafen rangierte er 2020 in den USA an neunter Position. Der Flughafen von Atlanta ist mit mehr als 63.000 Angestellten der größte Arbeitgeber des Bundesstaates Georgia. Der jährliche Umsatz lag 2016 bei etwa 34,8 Milliarden US-Dollar.

## Lage und Verkehrsanbindung

### Lage
Der Hartsfield–Jackson Atlanta International Airport liegt zwölf Kilometer südlich der Innenstadt von Atlanta. Nur ein kleiner Bereich des Flughafens befindet sich auf dem Stadtgebiet von Atlanta, der größte Teil des Airports gehört zum benachbarten Clayton County.

### Verkehrsanbindung im Flughafen

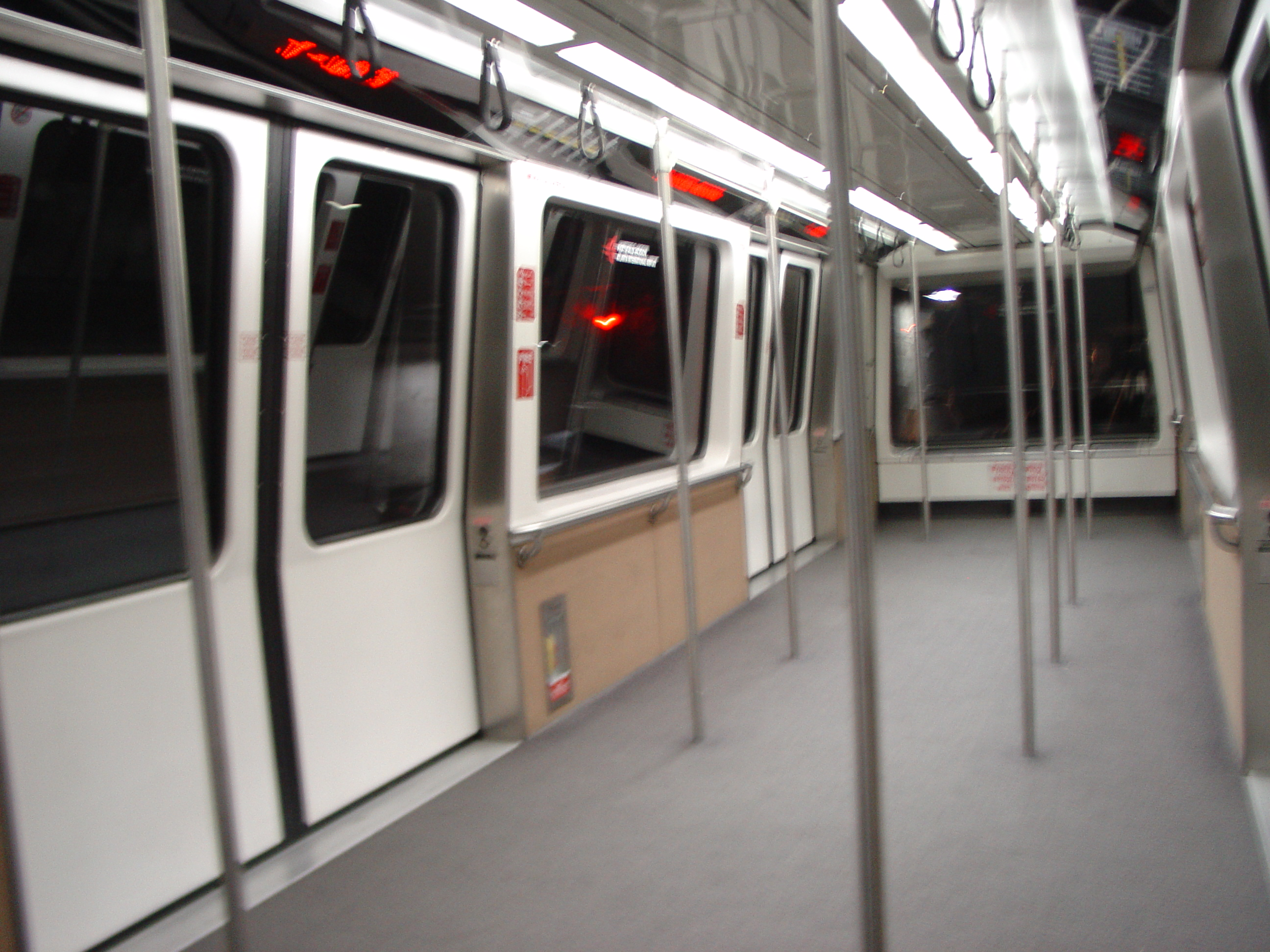
Ein People Mover von innen

Alle Hallen sind untereinander und mit den Terminals verbunden über Gehwege, Fahrtreppen und den Plane Train, ein System unterirdischer Peoplemover des Typs Adtranz C-100. Alle ihre Haltestellen sind mit Bahnsteigtüren ausgestattet. Die Hallen sind an sich nicht vernetzt, was bedeutet, dass die Fluggäste teils lange Wege in Kauf nehmen müssen, um zu den Flügen zu gelangen.

### Verkehrsanbindung außerhalb des Flughafens
- Der Flughafen hat einen eigenen oberirdischen U-Bahnhof innerhalb des U-Bahn-Netzes der Stadt.[7] Die Station befindet sich im Hauptgebäude am westlichen Ende des Domestic Terminal.
- Es bestehen Busverbindungen nach Atlanta im 15-Minuten-Takt und im 30-Minuten-Takt in die übrigen Orte.
- Es existiert ein Taxi- und Limousinenservice.
- Am Flughafen bieten 13 Autovermietungen ihre Dienste an. Sie befinden sich in einem rund zwei Kilometer westlich des Domestic Terminal gelegenen Mietwagenzentrum.
- Der Flughafen ist an die Interstate 20, die Interstate 75, die Interstate 85 und die Interstate 285 angeschlossen. Es gibt 31.991 Parkplätze, von denen viele auch behindertengerecht sind.[3][6]
- Das Domestic Terminal wird durch den oberirdischen Peoplemover ATL SkyTrain mit einigen Parkplätzen, Hotels und dem Mietwagenzentrum verbunden.[8]

## Geschichte
Am 16. April 1925 unterzeichnete der damalige Bürgermeister von Atlanta, Walter Sims, einen Fünf-Jahres-Pachtvertrag für eine ehemalige Rennbahn, mit einer Fläche von 287 Acres (entspricht etwa 116 Hektar). Als Bestandteil des Vertrages wurde das Gelände in Candler Field umbenannt, nach dem ehemaligen Besitzer, Coca-Cola-Gründer und einstigen Bürgermeister Atlantas, Asa Griggs Candler. Das erste Flugzeug landete am 15. September 1926. Es handelte sich um ein Postflugzeug der Florida Airways aus Jacksonville (Florida).
Im Mai 1928 startete Pitcairn Aviation (bis 1991 Eastern Air Lines) mit Flugverbindungen nach Atlanta, gefolgt von Delta Air Service (heute Delta Air Lines) im Juni 1930. Später wurde Atlanta Heimatflughafen dieser beiden Fluggesellschaften. Der erste Tower wurde im März 1939 eröffnet, und im Oktober 1940 erklärte die US-Regierung Candler Field zum offiziellen Luftwaffenstützpunkt. Während des Zweiten Weltkrieges verdoppelte sich die Größe des Flughafens und wurde mit 1700 An- und Abflügen pro Tag der am höchsten frequentierte nationale Flughafen. Im Jahr 1946 wurde Candler Field umbenannt in Atlanta Municipal Airport. Im Jahr 1948 wurden erstmals mehr als eine Million Passagiere gezählt.

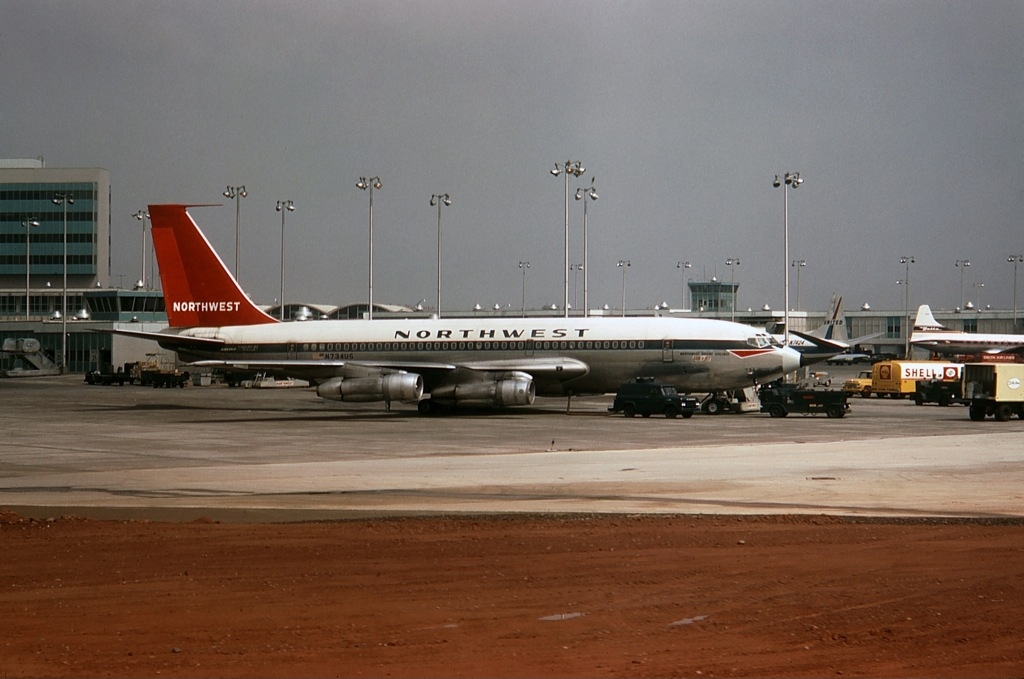
Boeing 720-051B der Northwest Airlines vor dem alten Passagierterminal

Am 1. Juni 1956 gab es dann mit dem Flug von Eastern Air Lines nach Montreal, Kanada den ersten internationalen Flug von Atlanta. Im Jahr 1957 folgte das erste Strahlflugzeug – eine Maschine aus Washington, D.C. des Typs Sud Aviation Caravelle. Im selben Jahr begannen die Arbeiten an einem neuen Terminal, um dem steigenden Andrang gerecht zu werden. Mit mehr als zwei Millionen Passagieren pro Jahr wurde Atlanta zum wichtigsten Flughafen der Vereinigten Staaten, berechnet auf die Zeit zwischen 12 und 14 Uhr auch weltweit. Am 3. Mai 1961 wurde dann das neue, 21 Millionen US-Dollar teure Terminal eingeweiht, mit einer Kapazität von sechs Millionen Passagieren jährlich das größte des Landes. Auch das Flughafengelände wurde ausgedehnt, nachdem erstmals mehr als 9,5 Millionen Flugreisende registriert worden waren. 1967 entwickelten die Stadt Atlanta und die Fluggesellschaften einen Zukunftsplan für den Atlanta Municipal Airport. Im Jahr 1969 wurde die heutige Start- und Landebahn 08R/26L eröffnet, fünf Jahre später folgte die Start- und Landebahn 09L/27R. Im Januar 1977 begannen die Arbeiten unter der Leitung des damaligen Bürgermeisters Maynard Jackson. Mit einer Summe von 500 Millionen US-Dollar wurde es das größte Projekt im Süden der USA.
Am 21. September 1980 eröffnete man dann planmäßig den neuen William B. Hartsfield Atlanta International Airport, benannt nach dem ehemaligen Bürgermeister William Berry Hartsfield, der sich stets für den Flugverkehr eingesetzt hatte. Die Kapazität wurde auf mehr als 55 Millionen Passagiere pro Jahr beziffert und das Gelände auf 230.000 Quadratmeter erweitert. Im Dezember 1984 wurde die vierte, 2,7 Kilometer (9000 feet) lange parallele Start- und Landebahn 08L/26R freigegeben; im Jahr darauf die bestehende Start- und Landebahn 09L/27R auf 3,6 Kilometer (11.889 feet) verlängert.
Im Januar 1991 stellte mit Eastern Air Lines eine der beiden wichtigsten Fluggesellschaften am Flughafen von Atlanta den Betrieb ein. Im September 1994 wurde der internationale Concourse E eröffnet. Zwei Jahre später war Atlanta Austragungsort der Olympischen Sommerspiele. Im Jahr 1998 konnte sich der Flughafen von Atlanta mit rund 73,5 Millionen Passagieren gegen den Chicago O’Hare International Airport durchsetzen und wurde nach Passagieren erstmals zum größten Flughafen der Welt. Im Folgejahr wurde die Start- und Landebahn 09R/27L rekonstruiert.
Am 20. Oktober 2003 beschloss der Stadtrat von Atlanta, den Flughafen in seinen heutigen Namen umzubenennen, Hartsfield-Jackson Atlanta International Airport, eine Ehrung für den am 23. Juni 2003 verstorbenen, ehemaligen Bürgermeister Jackson. Mitte des Jahres 2005 begannen die Arbeiten an einer fünften Start- und Landebahn (10/28), die im Mai 2006 abgeschlossen wurden. Damit sollten Probleme bei den längeren Landebahnen, die sowohl von kleinen und mittelgroßen als auch von den größeren (und dadurch im Anflug schnelleren) Flugzeugen (z. B. Boeing 777) genutzt werden, behoben werden. Zusätzlich wurde ein neuer Kontrollturm in Betrieb genommen. Im Dezember 2009 wurde ein neues Mietwagenzentrum eröffnet und der Peoplemover ATL SkyTrain in Betrieb genommen.
Am 16. Mai 2012 wurde das neue internationale Terminal einschließlich Concourse F eröffnet. Es wurde nach Maynard Jackson benannt.
Am 17. Dezember 2017 gab es ein Feuer in unterirdischen elektrischen Anlagen des Flughafens. Der gesamte Flughafen war stundenlang ohne Strom.

## Flughafenanlagen

Flughafendiagramm

Flughafendiagramm mit Bezeichnungen der Terminals, Concourses und Start- und Landebahnen

Der Hartsfield–Jackson Atlanta International Airport hat eine Fläche von 1922 Hektar.

### Start- und Landebahn
Der Flughafen verfügt über fünf parallele Start- und Landebahnen mit Längen von 2743 bis 3776 Metern.
| Bezeichnung | Maße in Metern | Belag | Ausrichtung | Inbetriebnahme | ILS-CAT | Primäre Nutzung |
| ----------- | -------------- | ----- | ----------- | -------------- | ------- | --------------- |
| 09R/27L     | 2743 × 46      | Beton | Ost-West    | 1999           | III     | Ankünfte        |
| 09L/27R     | 3776 × 46      | Beton | Ost-West    | 1974           | I       | Abflüge         |
| 08R/26L     | 3048 × 46      | Beton | Ost-West    | 1969           | I       | Abflüge         |
| 08L/26R     | 2743 × 46      | Beton | Ost-West    | 1984           | III     | Ankünfte        |
| 10/28       | 2743 × 46      | Beton | Ost-West    | 2006           | II      | Ankünfte        |

1. ↑  Die Rekonstruktion der Start- und Landebahn 09R/27L wurde 1999 abgeschlossen. Die ursprüngliche Start- und Landebahn schon vorher eröffnet.

### Passagierterminals

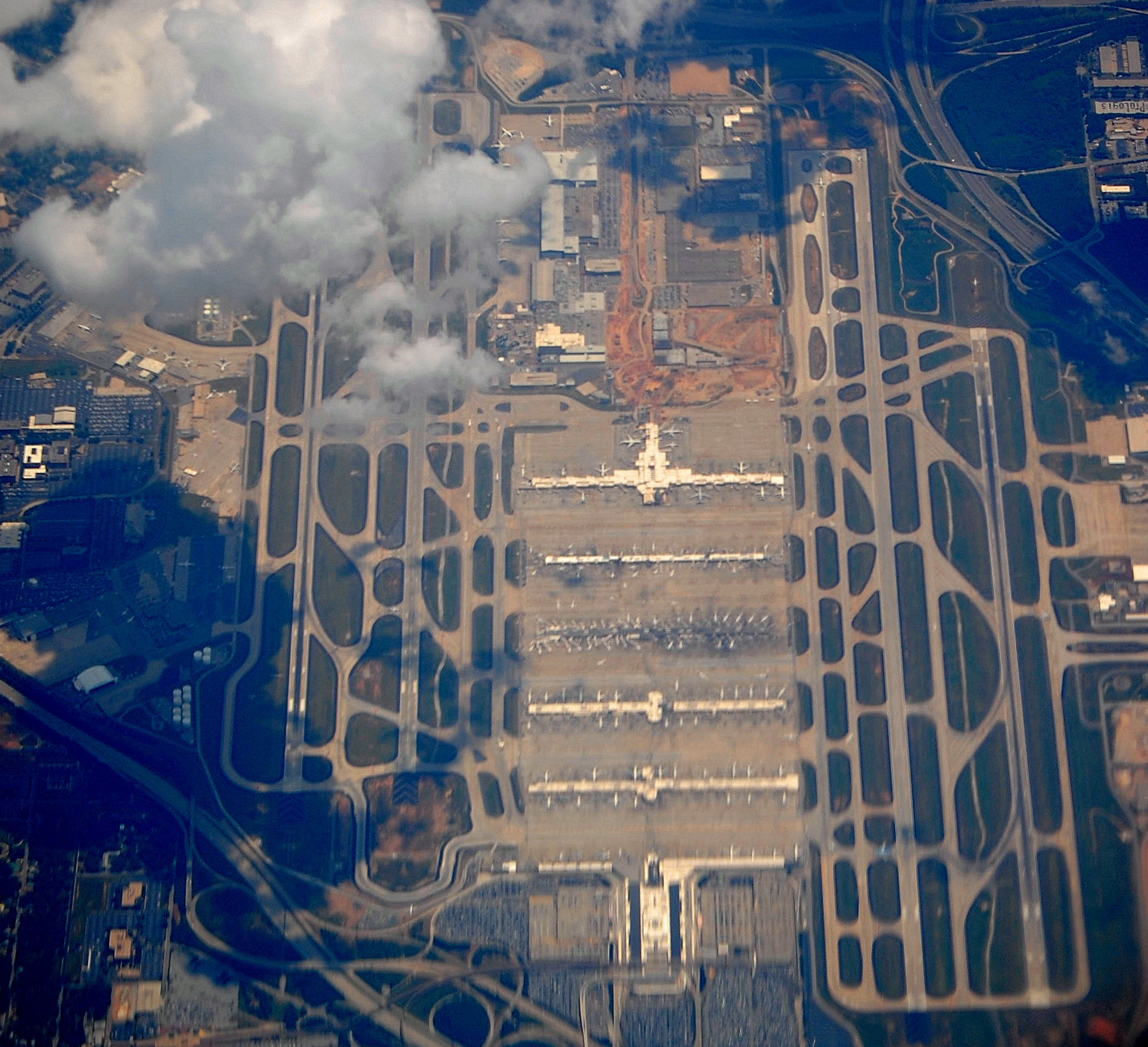
Luftbild der Terminals vor Fertigstellung des internationalen Terminals

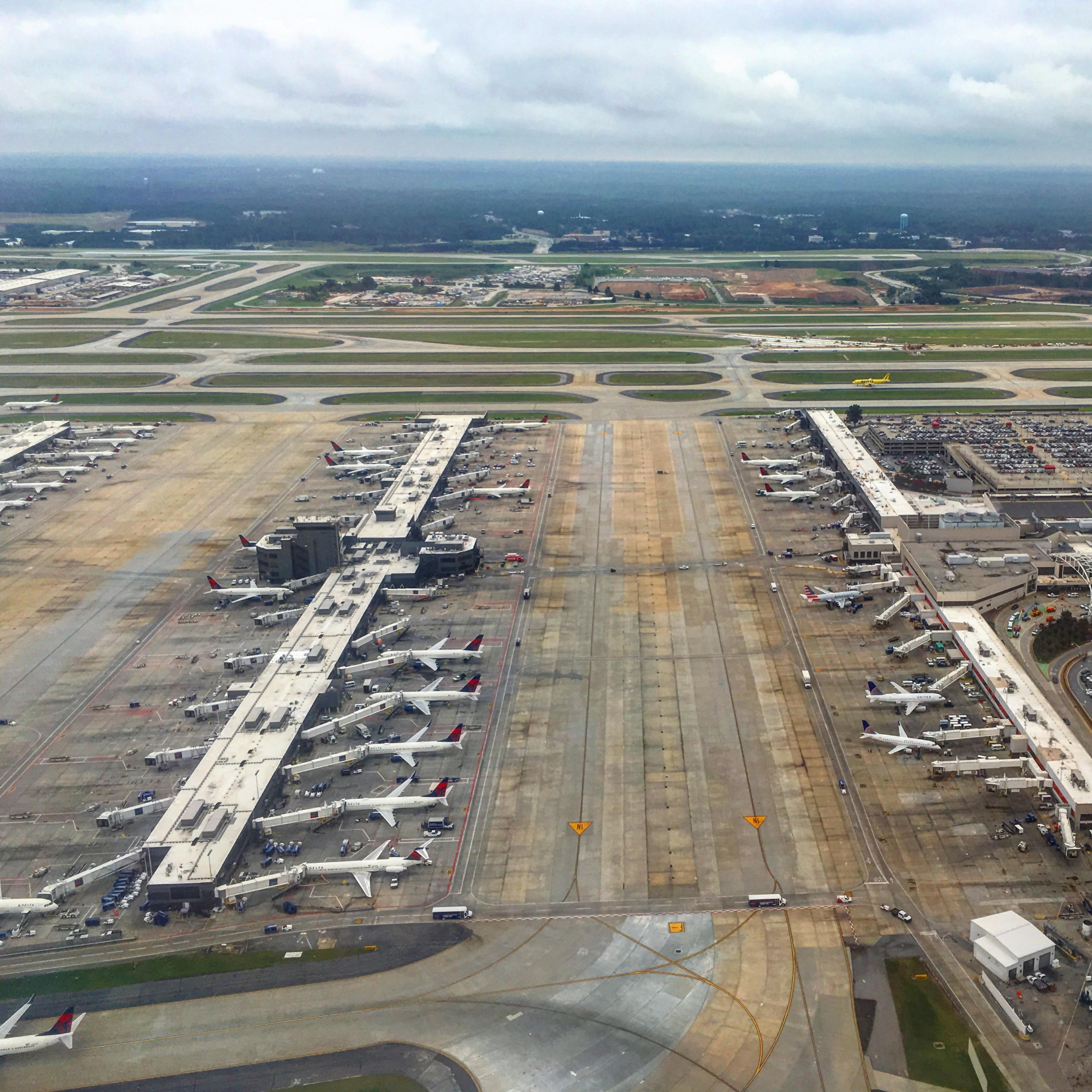
Die Concourses T und A

Der Terminalkomplex des Hartsfield–Jackson Atlanta International Airport besteht aus zwei Passagierterminals für den Check-in und sieben Concourses, die unter anderem von Peoplemovern miteinander verbunden werden. Der Terminalkomplex ist mit 193 Flugsteigen ausgestattet, von denen 152 für Inlandsflüge und 41 für internationale Flüge genutzt werden. Am westlichen Ende des Terminalkomplexes liegt das Domestic Terminal für Inlandsflüge, während das International Terminal am östlichen Ende liegt. Am Domestic Terminal befindet sich der Concourse T, daneben werden auch die Concourses A bis D ausschließlich für Inlandsflüge genutzt. Am International Terminal liegt der Concourse F, außerdem können auch im Concourse E internationale Flüge abgefertigt werden.
Ein Großteil des Terminalkomplexes wurde ab dem Januar 1977 erbaut und am 21. September 1980 in Betrieb genommen. Der internationale Concourse E wurde im September 1994 eröffnet. Am 16. Mai 2012 wurde das neue internationale Terminal einschließlich Concourse F eröffnet. Es wurde nach Maynard Jackson benannt.

### Frachtterminals
Die Frachtterminals am Hartsfield–Jackson Atlanta International Airport verteilen sich auf ein nördliches Vorfeld am nördlichen Rand des Flughafengeländes, ein mittleres Vorfeld nahe der Passagierterminals und ein südliches Vorfeld, welches sich zwischen den Start- und Landebahnen 09R/27L und 10/28 befindet.

### Flugzeugwartung
Der Hartsfield–Jackson Atlanta International Airport ist der Hauptsitz des MRO-Dienstleisters (Maintenance, Repair and Overhaul – Wartung, Reparatur und Überholung) Delta TechOps, welcher eine Tochtergesellschaft von Delta Air Lines ist. Er betreibt zahlreiche Wartungshangars am Flughafen. Außerdem hat Delta TechOps 2019 am Hartsfield–Jackson Atlanta International Airport den nach eigenen Angaben größten Strahltriebwerkprüfstand der Welt eröffnet. Daneben betreibt die Billigfluggesellschaft Southwest Airlines Wartungshangars am Hartsfield–Jackson Atlanta International Airport.

### Kontrollturm

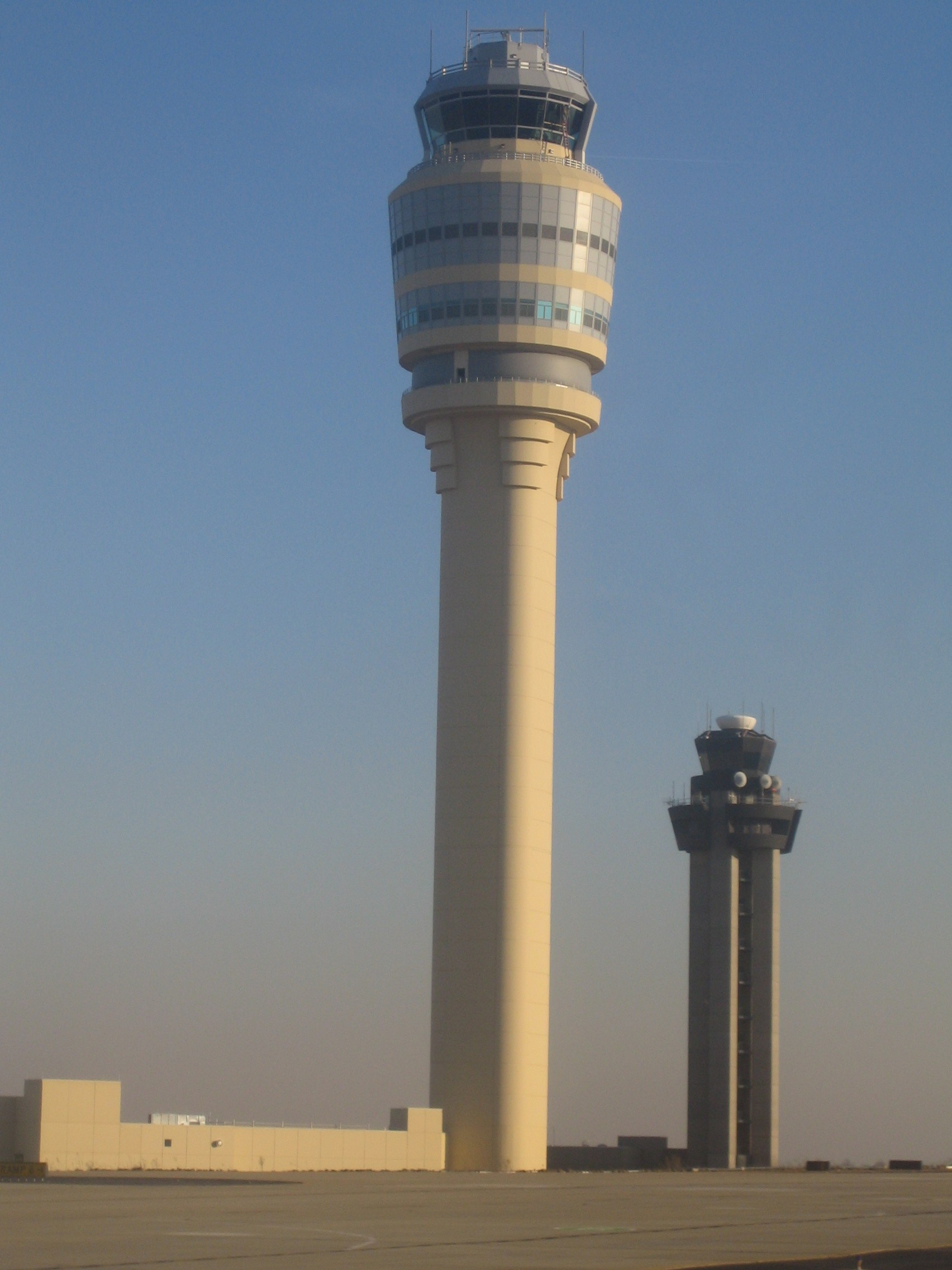
Der neue Tower des Flughafens. Im Hintergrund der im August 2006 abgerissene Vorgänger

Der heutige Tower des Flughafens wurde zusammen mit der fünften Start- und Landebahn zwischen 2001 und 2006 errichtet, um auch diese fünfte Bahn in voller Länge überblicken zu können. Er ist mit 121 Metern Höhe der größte in den USA und der viertgrößte der Welt. Der größte der Welt ist 132 m hoch und befindet sich am Flughafen Bangkok-Suvarnabhumi.

## Fluggesellschaften und Ziele

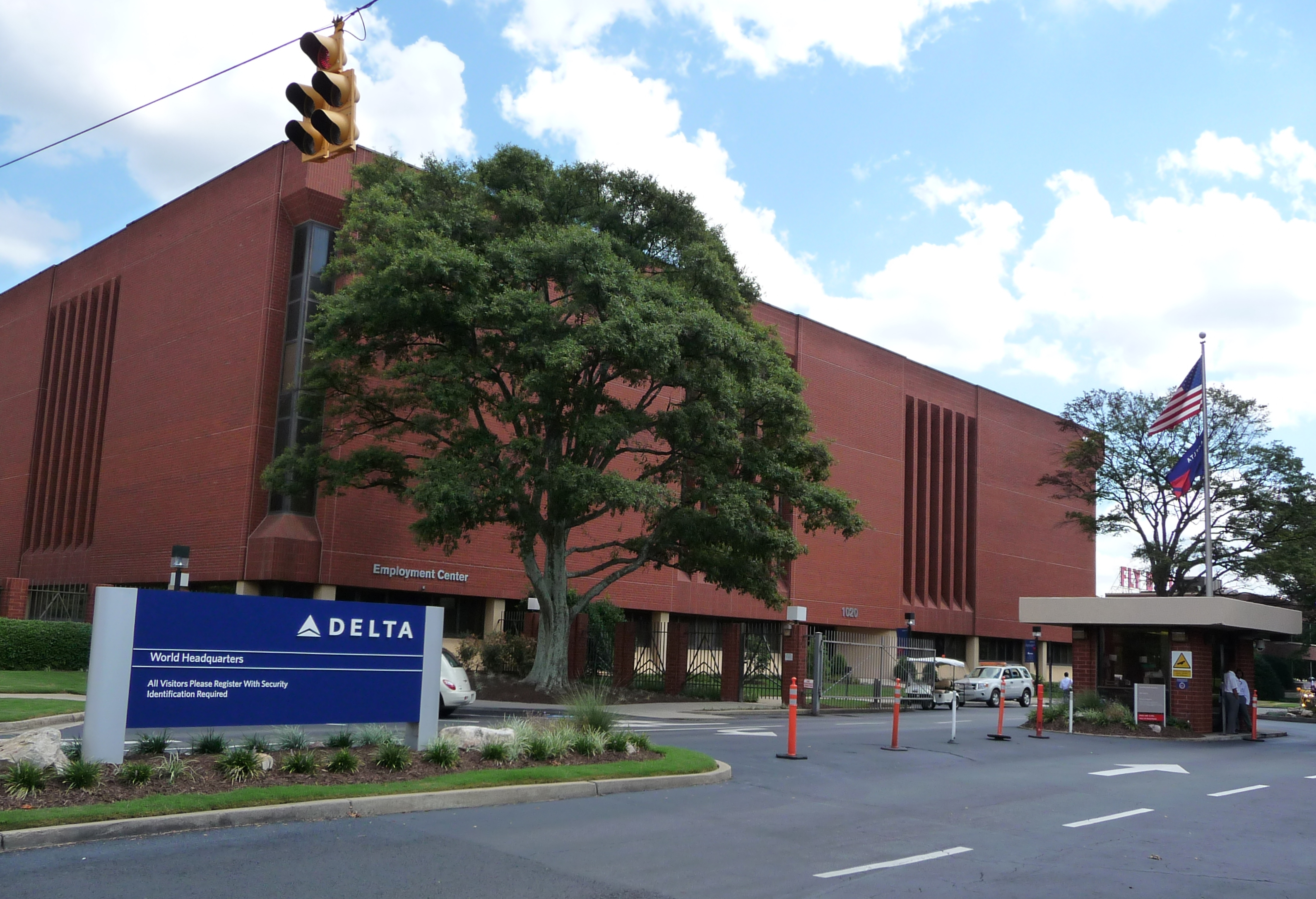
Hauptquartier der Delta Air Lines

Am Flughafen Atlanta werden mehr Nonstop-Flüge und Ziele als an jedem anderen Flughafen auf der Welt angeboten. Insgesamt werden mehr als 225 Ziele angeflogen, davon über 75 internationale Ziele in 50 verschiedenen Ländern. Außerdem ist er Heimatflughafen von Delta Air Lines und wird hauptsächlich für den Flugverkehr innerhalb der Vereinigten Staaten und nach Kanada genutzt. Es bestehen aber auch Linien nach Lateinamerika, Asien, Europa und Afrika. Alle anderen Fluggesellschaften haben Marktanteile von weniger als 10 %. 
Im deutschsprachigen Raum werden derzeit Frankfurt, Zürich sowie München angeflogen. Seit März 2023 wurde auch Stuttgart wieder angeflogen. Im Oktober 2024 wurden die Flüge von Stuttgart nach Atlanta komplett eingestellt, so dass Stuttgart seine einzige Langstreckenverbindung verloren hat.

## Verkehrszahlen

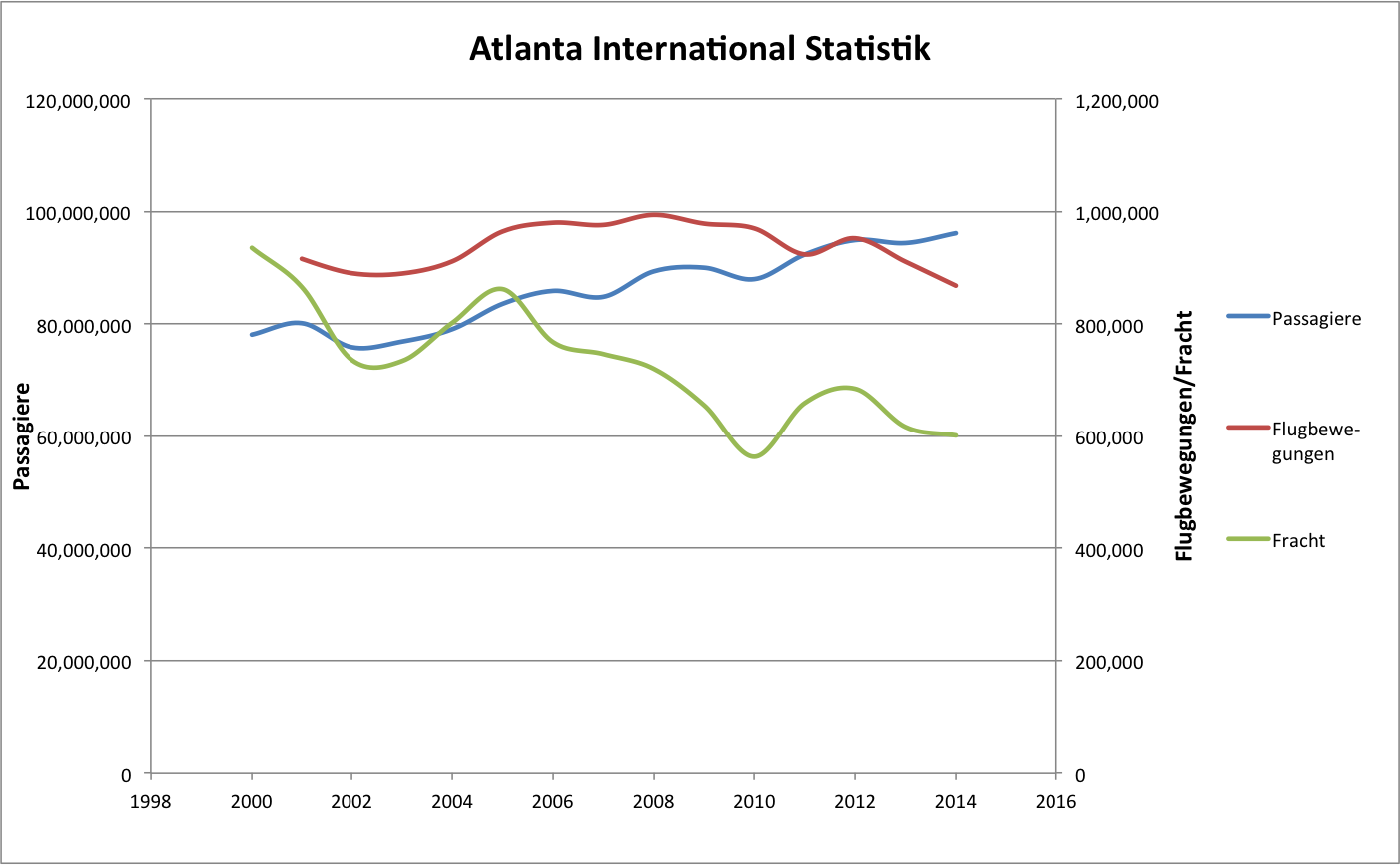
Statistiken zum Hartsfield-Jackson Atlanta International Airport von 2000 bis 2014 zu Passagier-, Transferpassagier- und Frachtvolumina sowie Flugbewegungen

| Jahr | Passagierzahlen | Passagierzahlen | Passagierzahlen | Passagierzahlen | Luftfracht (Tonnen) (mit Luftpost) | Flugbewegungen (mit Militär) |
| Jahr | National        | International   | Transit         | Gesamt          | Luftfracht (Tonnen) (mit Luftpost) | Flugbewegungen (mit Militär) |
| ---- | --------------- | --------------- | --------------- | --------------- | ---------------------------------- | ---------------------------- |
| 2021 | 70.025.409      | 5.679.351       | -               | 75.704.760      | 731.701                            | 707.661                      |
| 2020 | 39.662.975      | 3.255.710       | -               | 42.918.685      | 599.179                            | 548.016                      |
| 2019 | 97.876.006      | 12.655.294      | -               | 110.531.300     | 639.276                            | 904.301                      |
| 2018 | 94.893.006      | 12.501.023      | -               | 107.394.029     | 693.790                            | 895.682                      |
| 2017 | 91.869.127      | 12.065.290      | -               | 103.934.417     | 691.269                            | 880.342                      |
| 2016 | 92.696.320      | 11.475.615      | -               | 104.171.935     | 648.595                            | 898.356                      |
| 2015 | 90.257.803      | 11.233.303      | -               | 101.491.106     | 626.201                            | 882.497                      |
| 2014 | 85.394.680      | 10.784.219      | -               | 96.178.899      | 601.270                            | 868.359                      |
| 2013 | 84.173.091      | 10.258.133      | -               | 94.431.224      | 616.365                            | 911.074                      |
| 2012 | 85.659.485      | 9.854.343       | -               | 95.513.828      | 654.013                            | 930.310                      |
| 2011 | 82.532.069      | 9.856.954       | -               | 92.389.023      | 663.162                            | 923.996                      |
| 2010 | 80.099.037      | 9.139.022       | -               | 89.238.059      | 659.129                            | 950.119                      |
| 2009 | 79.061.501      | 8.832.195       | 107.685         | 88.001.381      | 563.139                            | 970.235                      |
| 2008 | 80.416.839      | 9.180.491       | 441.950         | 90.039.280      | 655.277                            | 978.083                      |
| 2007 | 79.796.551      | 8.897.291       | 685.445         | 89.379.287      | 720.209                            | 994.346                      |
| 2006 | 76.264.446      | 8.073.855       | 508.338         | 84.846.639      | 746.502                            | 976.447                      |
| 2005 | 78.774.044      | 6.734.452       | 398.927         | 85.907.423      | 767.897                            | 980.386                      |
| 2004 | 76.982.368      | 6.204.940       | 417.910         | 83.605.218      | 860.703                            | 965.204                      |
| 2003 | 73.285.922      | 5.501.361       | 300.645         | 79.087.928      | 802.248                            | 911.727                      |
| 2002 | 70.895.943      | 5.715.038       | 265.147         | 76.876.128      | 734.084                            | 889.966                      |
| 2001 | 69.896.332      | 5.606.617       | 355.551         | 75.858.500      | 735.796                            | 890.494                      |
| 2000 | 74.023.118      | 5.808.897       | 330.392         | 80.162.407      | 868.286                            | 915.454                      |
| 1999 | 72.687.942      | 5.055.715       | 349.283         | 78.092.940      | 883.149                            | 909.911                      |
| 1998 | 68.864.409      | 4.262.858       | 347.031         | 73.474.298      | 907.208                            | 846.881                      |
| 1997 | 64.359.321      | 3.478.870       | 367.578         | 68.205.769      | 864.474                            | 794.621                      |
| 1996 | 59.825.109      | 3.060.173       | 417.889         | 63.303.171      | 800.181                            | 761.011                      |
| 1995 | 54.416.051      | 2.906.619       | 412.085         | 57.734.755      | 771.390                            | 754.108                      |
| 1994 | 50.849.993      | 2.779.625       | 463.433         | 54.093.051      | 805.599                            | 715.920                      |

1. ↑  Ab 2010 werden die Transitpassagiere nicht mehr separat erfasst.

### Verkehrsreichste Strecken
| Rang | Stadt                        | Passagiere | Fluggesellschaft                     |
| ---- | ---------------------------- | ---------- | ------------------------------------ |
| 01   | Orlando, Florida             | 1.076.770  | Delta, Frontier, Southwest, Spirit   |
| 02   | Fort Lauderdale, Florida     | 1.043.950  | Delta, Frontier, Southwest, Spirit   |
| 03   | Miami, Florida               | 885.630    | American, Delta, Frontier, Southwest |
| 04   | Tampa, Florida               | 795.140    | Delta, Frontier, Southwest, Spirit   |
| 05   | Los Angeles, Kalifornien     | 788.320    | American, Delta, Spirit              |
| 06   | Denver, Colorado             | 775.610    | Delta, Frontier, Southwest, United   |
| 07   | Dallas/Fort Worth, Texas     | 766.970    | American, Delta, Frontier, Spirit    |
| 08   | Las Vegas, Nevada            | 727.370    | Delta, Frontier, Spirit              |
| 09   | New York-LaGuardia, New York | 685.660    | American, Delta, Frontier, Southwest |
| 10   | Detroit, Michigan            | 669.970    | Delta, Spirit                        |

## Zwischenfälle
- Am 23. Mai 1960 nahm eine Convair CV-880 der US-amerikanischen Delta Air Lines (Luftfahrzeugkennzeichen N8804E)  kurz nach dem Abheben vom Flughafen Atlanta eine sehr steile Längsneigung ein, rollte steil nach links und stürzte nach einem Strömungsabriss ab. Alle 4 Besatzungsmitglieder, die einzigen Insassen auf dem Trainingsflug, kamen ums Leben. Es war der erste Totalverlust einer CV-880 und auch der erste tödliche Unfall.[24]

- Am 8. Juni 1995 brachen die Piloten einer DC-9-32 der Valujet (N908VJ) auf dem Flughafen Atlanta den Start ab. Auslöser war ein Triebwerksausfall, der durch eine korrodierte Triebwerkskomponente verursacht worden war. Die Maschine begann zu brennen. Alle 62 Insassen überlebten. Das betroffene Triebwerksteil war bei der Wartung 1991 durch Turkish Airlines kontrolliert worden.[25]

## Trivia
Der Hartsfield–Jackson Atlanta International Airport ist der erste Flughafen, der 100 Millionen Passagiere in einem Jahr abgefertigt hat, und war im Jahr 2021 der Verkehrsflughafen mit den meisten abgefertigten Passagieren und den meisten Flugbewegungen pro Jahr. Von 1998 bis 2019 war er bereits der nach abgefertigten Passagieren größte Flughafen weltweit, aufgrund der COVID-19-Pandemie verlor er diese Position im Jahr 2020 an den Flughafen Guangzhou. Von 2005 bis 2013 und von 2014 bis 2017 war der Flughafen zudem auch nach Flugbewegungen der verkehrsreichste der Welt.